# Jarmila Bednaříková
Jarmila Bednaříková (* 17. září 1952 Kyjov) je česká historička zabývající se dějinami pozdní antiky a raného středověku.

## Život
Působí jako docentka na Ústavu klasických studií Filosofické fakulty Masarykovy univerzity v Brně. Publikovala množství knih a odborných studií, ve kterých se zabývala např. problematikou stěhování národů, historií Hunů, germánskými státy a sociálními problémy pozdní Římské říše.
Jarmila Bednaříková vystudovala gymnázium v Kyjově a pak historii, archeologii a klasickou filologii na Filosofické fakultě Masarykovy univerzity, kde v současnosti přednáší o starověkých dějinách. Kromě toho přednáší také na Katedře environmentálních studií spolu s Luborem Kysučanem předmět Etika starověkých civilizací. Dne 1. dubna 2007 byla jmenována docentkou v oboru historie – obecné dějiny.

## Publikace
- Kambriová moře. [s.l.]: Blok, 1979. 169 s.
- Slyšet tep života. [s.l.]: Místní národní výbor Vnorovy, 1983. 18 s.
- BEDNAŘÍKOVÁ, Jarmila; THON, Arnošt. Naftový průmysl na území Československa. [s.l.]: Moravské naftové doly, 1984. 368 s.
- Daň z neznámé pevniny. [s.l.]: Blok, 1986. 152 s.
- Politické a společenské aspekty christianizace barbarů (Vizigótů, Ostrogótů a Vandalů). [s.l.]: Státní nakladatelství, 1990. 442 s.
- Stěhování národů. Praha: Vyšehrad, 2003. 413 s. ISBN 80-7021-506-2.
- Podzimní čas mocné říše. Brno: MOBA, 2004. 461 s. ISBN 80-243-1344-8.
- BEDNAŘÍKOVÁ, Jarmila; MĚŘÍNSKÝ, Zdeněk; HOMOLA, Aleš. Stěhování národů a východ Evropy: Byzanc, Slované, Arabové. Praha: Vyšehrad, 2006. 560 s. ISBN 80-7021-787-1.
- BEDNAŘÍKOVÁ, Jarmila; KYSUČAN, Lubor; FEJFUŠOVÁ, Marie. Pravěk a starověk vzdělávací oblast člověk a společnost ; učebnice doporučujeme pro 6. ročník školy nebo primy víceletého gymnázia. Brno: Nová škola – Duha, 2007. 139 s. ISBN 978-80-7289-082-8.
- Pohádky Chřibů. Brno: SvN Regiony, Středoevropské centrum slovanských studií, 2008. 136 s. ISBN 80-86735-17-6.
- Frankové a Evropa. Praha: Vyšehrad, 2009. 416 s. ISBN 978-80-7021-942-3.
- BEDNAŘÍKOVÁ, Jarmila; POSPÍŠIL, Ctirad Václav; SLÁDEK, Karel; KUŘÍKOVÁ, Veronika; OPATRNÝ, Aleš; HOJDA, Jan; PETRÁČEK, Tomáš. Krize a kairos : společenské výzvy. Červený Kostelec: Pavel Mervart, 2010. 316 s. ISBN 978-80-87378-78-6.
- Attila: Hunové, Řím a Evropa. Praha: Vyšehrad, 2012. 340 s. ISBN 978-80-7429-169-2.
- BEDNAŘÍKOVÁ, Jarmila; MELOUNOVÁ, Markéta. Římské císařství II: Dominát. Brno: Masarykova univerzita, 2014. 103 s. Dostupné online. ISBN 978-80-210-6955-8.
- Stěhování národů a sever Evropy : Vikingové na mořích i na pevnině. Praha: Vyšehrad, 2017. 288 s. ISBN 978-80-7429-744-1.
- SKLENÁŘ, Karel; BEDNAŘÍKOVÁ, Jarmila; ANTONÍN, Robert; BOROVSKÝ, Tomáš. Starší dějiny pro střední školy část první Pravěk, starověk, raný středověk. Brno: Didaktis, 2018. 160 s. ISBN 978-80-7358-290-6.